# 女性活躍推進
女性活躍推進（じょせいかつやくすいしん）とは、働く場面で活躍したいという希望を持つすべての女性が、その個性と能力を十分に発揮できる社会を実現するための一連の施策のことである。第2次安倍政権下における最重要施策の一であり、安倍晋三首相は「すべての女性が輝く社会づくり」を唱えた。その基本法は、2015年（平成27年）9月4日公布、同日施行の女性の職業生活における活躍の推進に関する法律（女性活躍推進法）である。

## 施策の背景
女性活躍推進が掲げられるまでの施策としては、1985年（昭和60年）に男女雇用機会均等法、1991年（平成3年）に育児休業法（現在の育児介護休業法）、2003年（平成15年）に次世代育成支援対策推進法が制定され、仕事と家庭の「両立支援」、雇用管理における男女の「均等推進」が推し進められてきた。また、2003年6月に「社会のあらゆる分野において、2020年までに指導的地位に女性が占める割合が少なくとも30％程度になるよう期待する」といった目標が示された。
しかしながら、2014年（平成26年）9月30日の労働政策審議会建議（女性の活躍推進に向けた新たな法的枠組みの構築について）において以下の点が指摘され、目標と現実との落差が大きいことが示された。
- 雇用者全体に占める女性の割合は43.3％（2,406万人）。その半数以上は非正規雇用。
- 出産・育児期に就業率が低下する「M字カーブ」が未だ顕著。就業を希望しながら働けていない女性は315万人に達する。
- 意思決定層（管理職以上）に占める女性の割合（7.5%）は、国際的に見ても特に低い水準。

第2次安倍政権下では2013年（平成25年）に「日本再興戦略」を掲げ、その「『日本再興戦略』改訂2014」（平成26年6月24日閣議決定）において、「女性の活躍推進の取組を一過性のものに終わらせず、着実に前進させるための新たな総合的枠組みを検討する」とされ、国・地方公共団体、民間事業者における女性の登用の現状把握、目標設定、目標設定に向けた自主行動計画の策定及びこれらの情報開示を含め、各主体が取るべき対応等について、検討するとされた。その理由は少子高齢化に伴い労働者不足の加速化が予想され、女性の潜在的能力の活用が求められてきたことや、産業構造の変化により多様な人材を活用していこうという機運が高まってきたことなどが挙げられる。安倍首相は2014年（平成26年）、第187回国会の所信表明演説で、「女性が輝く社会」の構築をテーマとして挙げ、労働政策審議会の建議を受け、同国会に安倍内閣は女性活躍推進法案を提出したが、衆議院解散により審議未了で廃案となる。翌年の第189回国会に再度法案を提出し、可決・成立した。

## 施策の概要
施策の柱は、女性活躍推進法に基づく、事業主に対する行動計画の策定の義務付けと情報公表、女性活躍推進に関する取組の実施状況等が優良な企業に対する厚生労働大臣の認定（えるぼし認定）である。国はあらゆる機会をとらえ、直接企業に対してこれらの働きかけを行うなどの周知を行っている。
2016年（平成28年）4月1日より、301人以上の労働者を雇用する事業主は、女性の活躍状況の把握、課題分析を行ったうえでの一般事業主行動計画の策定と届出・外部への公表が義務付けられた。なお300人以下の労働者を雇用する事業主については、努力義務となる。企業における女性の活躍推進に向けた取り組みを一層促進する上で、企業における女性の活躍状況や女性の活躍推進のための取組内容の情報開示を進めることが効果的であることから、その意義・効果の周知を図るとともに、企業や就職希望者に対して「女性の活躍・両立支援総合サイト」内の「女性の活躍推進企業データベース」の活用を促し、情報開示を推奨している。
一般事業主行動計画を届け出た企業のうち、女性の活躍推進に関する取組の実施状況等が優良な企業は、「えるぼし認定」を受けることができる。えるぼし認定は、基準を満たす項目数に応じて3段階あり、認定を受けた企業は、認定マークを商品や広告、名刺、求人票などに使用することができ、女性の活躍を推進している事業主であることをアピールすることができるほか、公共調達における加点評価、日本政策金融公庫による低利融資（基準利率から－0.65%）の対象になる。
経済産業省は東京証券取引所と共同で、2012年（平成24年）度より女性活躍推進に優れた上場企業を「なでしこ銘柄」を選定し、発表している。なでしこ銘柄は、女性活躍推進に優れた上場企業を「中長期の企業価値向上」を重視する投資家にとって魅力ある銘柄として紹介することを通じて、企業への投資を促進し、各社の取組を加速化していくことを狙いとしている。2018年（平成30年度）からは従来の「なでしこ銘柄」選定に加えて、女性活躍推進に優れた企業をより幅広い視点で評価する「準なでしこ」の選定と、女性活躍推進に積極的に取り組んでいることを対外的にアピールできる仕組みとして、「なでしこチャレンジ企業」リストを作成する。選定を希望する企業は、事前に経済産業省が実施する「女性活躍度調査」に回答し、そのうえで所定の選考基準をクリアした企業の中から、各業種ごとに1~2企業程度が選ばれる。
厚生労働省は、従業員101人～300人の中小企業に拡大させる女性社員の登用や昇進に関する行動計画の策定義務は2022年4月1日からとした。

## 女性活躍担当大臣
| 代 | 氏名 | 氏名 | 内閣 | 内閣 | 就任日 | 退任日 | 党派 | 備考 |
| 国務大臣（女性の活力発揮及び子育て支援に関する施策を 総合的に推進するため企画立案 及び行政各部の所管する事務の調整担当）   | 国務大臣（女性の活力発揮及び子育て支援に関する施策を 総合的に推進するため企画立案 及び行政各部の所管する事務の調整担当） | 国務大臣（女性の活力発揮及び子育て支援に関する施策を 総合的に推進するため企画立案 及び行政各部の所管する事務の調整担当） | 国務大臣（女性の活力発揮及び子育て支援に関する施策を 総合的に推進するため企画立案 及び行政各部の所管する事務の調整担当） | 国務大臣（女性の活力発揮及び子育て支援に関する施策を 総合的に推進するため企画立案 及び行政各部の所管する事務の調整担当） | 国務大臣（女性の活力発揮及び子育て支援に関する施策を 総合的に推進するため企画立案 及び行政各部の所管する事務の調整担当） | 国務大臣（女性の活力発揮及び子育て支援に関する施策を 総合的に推進するため企画立案 及び行政各部の所管する事務の調整担当） | 国務大臣（女性の活力発揮及び子育て支援に関する施策を 総合的に推進するため企画立案 及び行政各部の所管する事務の調整担当） | 国務大臣（女性の活力発揮及び子育て支援に関する施策を 総合的に推進するため企画立案 及び行政各部の所管する事務の調整担当） |
| --- | --- | --- | --- | --- | --- | --- | --- | --- |
| 1 | | 森まさこ | 第2次安倍内閣 | 第2次安倍内閣 | 2012年12月26日 | 2014年9月3日 | 自由民主党 | |
| 国務大臣（女性が活躍し全ての女性が輝く国づくりの施策を 総合的に推進するため企画立案 及び行政各部の所管する事務の調整担当） | | | | | | | | |
| 1 | | 有村治子 | | 改造内閣 | 2014年9月3日 | 2014年12月24日 | 自由民主党 | 行政改革担当大臣 国家公務員制度担当大臣                                                                                  |
| 2 | 第3次安倍内閣 | 第3次安倍内閣 | 2014年12月24日 | 2015年10月7日 | 行政改革担当大臣 国家公務員制度担当大臣、再任                                                                            | | 自由民主党 | |
| 3 | | 加藤勝信 | | 第1次改造内閣 第2次改造内閣                                                                                              | 2015年10月7日 | 2017年8月3日 | 自由民主党 | 一億総活躍担当大臣 拉致問題担当大臣                                                                                      |
| 4 | | 野田聖子 | | 第3次改造内閣 | 2017年8月3日 | 2017年11月1日 | 自由民主党 | 総務大臣 |
| 5 | 第4次安倍内閣 | 第4次安倍内閣 | 2017年11月1日 | 2018年10月2日 | 総務大臣、再任 | | 自由民主党 | |
| 6 | | 片山さつき | | 改造内閣 | 2018年10月2日 | 2019年9月11日 | 自由民主党 | 内閣府特命担当大臣 （男女共同参画担当、地方創生、規制改革担当）                                                          |
| 7 | | 橋本聖子 | | 第2次改造内閣 | 2019年9月11日 | 2020年9月16日 | 自由民主党 | 東京五輪・パラリンピック競技大会担当大臣 内閣府特命担当大臣（男女共同参画担当）                                          |
| 8 | 菅義偉内閣 | 菅義偉内閣 | 2020年9月16日 | 2021年2月18日 | | | 自由民主党 | 東京五輪・パラリンピック競技大会担当大臣 内閣府特命担当大臣（男女共同参画担当）                                          |
| 9 | 菅義偉内閣 | 菅義偉内閣 | | 丸川珠代 | 2021年2月18日 | 2021年10月4日 | 自由民主党 | 東京五輪・パラリンピック競技大会担当大臣 内閣府特命担当大臣（男女共同参画担当）                                          |
| 10 | | 野田聖子 | 第1次岸田内閣 | 第1次岸田内閣 | 2021年10月4日 | 2021年11月10日 | 自由民主党 | 内閣府特命担当大臣 （地方創生、少子化対策、男女共同参画）                                                                |
| 11 | 第2次岸田内閣 | 第2次岸田内閣 | 2021年11月10日 | 2022年8月10日 | | | 自由民主党 | 内閣府特命担当大臣 （地方創生、少子化対策、男女共同参画）                                                                |
| 12 | | 小倉將信 | | 第1次改造内閣 | 2022年8月10日 | 2023年9月13日 | 自由民主党 | 内閣府特命担当大臣 （少子化対策、男女共同参画）                                                                          |
| 13 | | 加藤鮎子 | 第2次改造内閣 | 2023年9月13日 | 2024年10月1日 | 内閣府特命担当大臣 （こども政策、少子化対策、男女共同参画）                                                              | 自由民主党 | |
| 14 | | 三原じゅん子 | 第1次石破内閣 | 第1次石破内閣 | 2024年10月1日 | 2024年11月11日 | 自由民主党 | 内閣府特命担当大臣 （こども政策、少子化対策、若者活躍、男女共同参画、 共生・共助） 共生社会担当大臣                      |
| 15 | 第2次石破内閣 | 第2次石破内閣 | 2024年11月11日 | 現職 | | | 自由民主党 | 内閣府特命担当大臣 （こども政策、少子化対策、若者活躍、男女共同参画、 共生・共助） 共生社会担当大臣                      |